# نگارخانه ملی پرتره
نگارخانه ملی پرتره یک موزه هنری واقع بیین خیابان‌های هفتم، نهم، اف و جی شمال غربی واشینگتن، دی.سی., در آمریکا است. نگارخاکه در سال ۱۹۶۲ تأسیس و در ۱۹۶۸ به روی عموم باز شده بخشی از مؤسسه اسمیتسونین است.
مجموعه‌های آن متمرکز بر تصاویر آمریکایی‌های مشهور است.